# Lasioglossum prasinum
De Lasioglossum prasinum (tên tiếng Anh: viltige groefbij) là một loài Hymenoptera trong họ Halictidae. Loài này được Smith mô tả khoa học năm 1848.